# Campeonato Brasiliense Segunda Divisão
Il Campeonato Brasiliense Segunda Divisão è il secondo livello calcistico del Distretto Federale, in Brasile.

## Stagione 2024
- Botafogo-DF (Cristalina, Goiás)
- GREVAL (Valparaíso de Goiás, Goiás)
- Legião (Brasilia)
- Luziânia (Luziânia, Goiás)
- Riacho City (Riacho Fundo)
- SESP Brasília (Brasilia)
- Sobradinho (Sobradinho)
- Taguatinga (Taguatinga)

## Titoli per squadra
| Squadra             | Città              | Titoli     | Titoli         | Titoli |
| Squadra             | Città              | Amatoriali | Professionisti | Totale |
| ------------------- | ------------------ | ---------- | -------------- | ------ |
| Paranoá             | Paranoá            | 0          | 3              | 3      |
| Samambaia           | Samambaia          | 0          | 3              | 3      |
| Sobradinho          | Sobradinho         | 1          | 2              | 3      |
| Brasília            | Brasilia           | 0          | 2              | 2      |
| Brazlândia          | Brazlândia         | 0          | 2              | 2      |
| Capital             | Guará              | 0          | 2              | 2      |
| Ceilandense         | Ceilândia          | 0          | 2              | 2      |
| Dom Pedro           | Núcleo Bandeirante | 0          | 2              | 2      |
| Formosa             | Formosa-GO         | 0          | 2              | 2      |
| Atlético Taguatinga | Taguatinga         | 0          | 1              | 1      |
| Bolamense           | Samambaia          | 0          | 1              | 1      |
| Brasiliense         | Taguatinga         | 0          | 1              | 1      |
| Ceilândia           | Ceilândia          | 0          | 1              | 1      |
| CFZ de Brasília     | Brasilia           | 0          | 1              | 1      |
| Dínamo              | Brasilia           | 1          | 0              | 1      |
| Esportivo Guará     | Guará              | 0          | 1              | 1      |
| Guanabara           | Brasilia           | 1          | 0              | 1      |
| Itapuã              | Itapoã             | 0          | 1              | 1      |
| Unaí                | Unaí-MG            | 0          | 1              | 1      |